# Castelnau-Valence
Castelnau-Valence is een gemeente in het Franse departement Gard (regio Occitanie) en telt 291 inwoners (2004). De plaats maakt deel uit van het arrondissement Alès.

## Geografie
De oppervlakte van Castelnau-Valence bedraagt 10,3 km², de bevolkingsdichtheid is 28,3 inwoners per km².

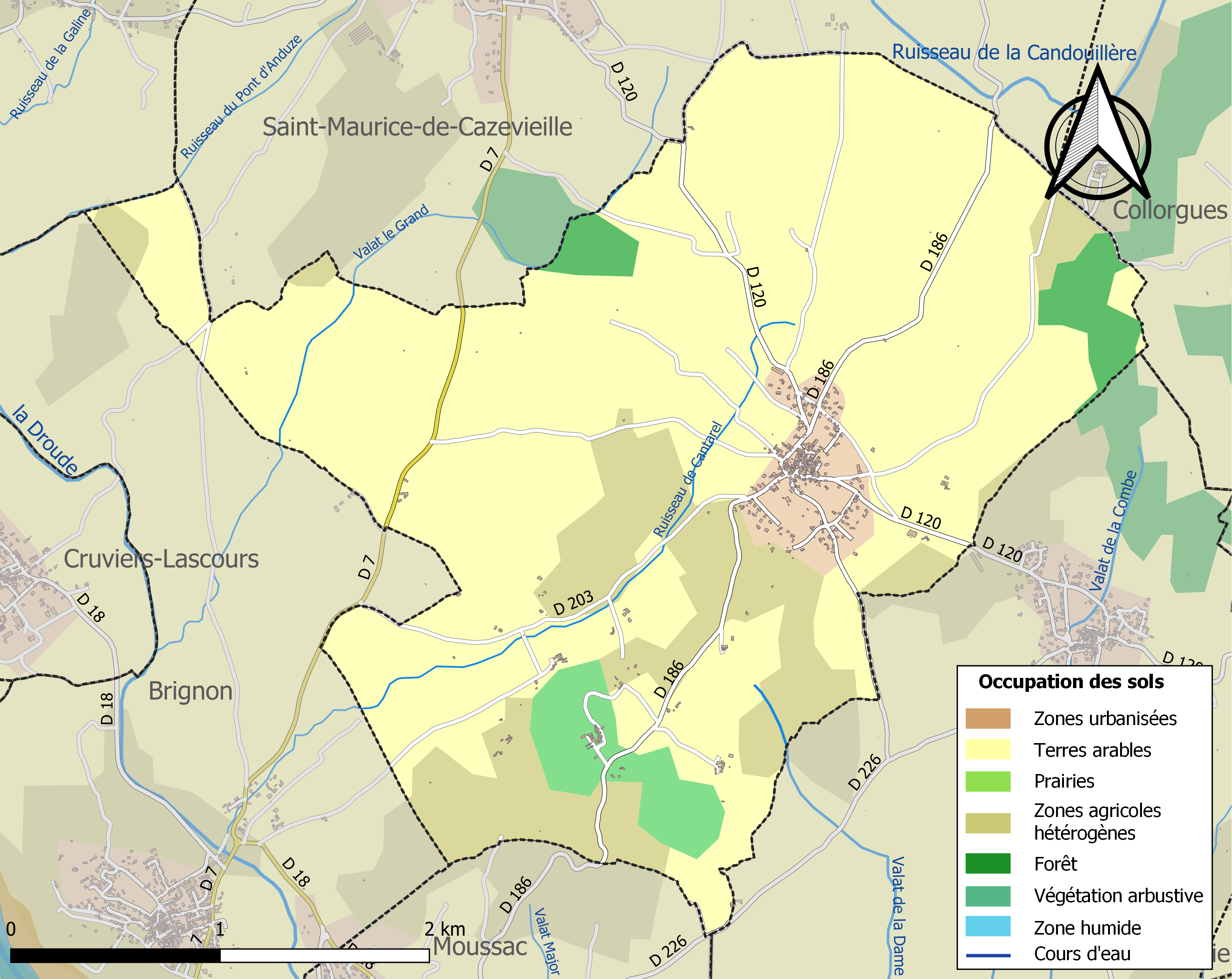
Kaart van de gemeente met de belangrijkste infrastructuur, bodemgebruik en omliggende gemeenten

## Demografie
Onderstaande figuur toont het verloop van het inwonertal (bron: INSEE-tellingen).
1. ↑  Populations de référence 2022.